# A Tribute to J.J. Abrams
A Tribute to J.J. Abrams er en kortfilm instrueret af Asger Lindgaard efter manuskript af Johan Albrechtsen, Asger Lindgaard, Marie Louise Færch Nielsen og Per Vers.